# Standard elettrici nel mondo
La seguente è una lista degli standard elettrici in uso nel mondo, con indicata la tensione e la frequenza dell'energia elettrica distribuita agli utenti, oltre al tipo di presa e spina elettrica per impieghi civili/domestici.
La scarsa o nulla standardizzazione mondiale delle prese e spine elettriche ha cause che risalgono alle posizioni protezionistiche di molti produttori nazionali protetti in senso monopolistico dai rispettivi governi.

## Tabella
- Distribuzione: il sistema di distribuzione elettrico usato (M=monofase, S=stella trifase con neutro, D=delta con presa di quarto filo a metà di un avvolgimento, T=trifase a tre fili con eventuale distribuzione bifase).
- Tensione domestica: è la tensione generalmente presente nelle prese domestiche. Più valori indicano possibili differenze tra zone o la presenza di prese con tensioni diverse.
- Frequenza: frequenza nominale. Con frequenza poco stabile si intende che non può costituire un valore di riferimento di precisione per il computo del tempo.
- Tipo presa: riferimento alla figura a lato. La sigla delle prese è per riferimento, e non corrisponde necessariamente con il codice ufficiale eventualmente adottato in alcuni paesi. I tipi indicati sono quelli di uso comune, che possono essere adottati ufficialmente dal governo oppure no. Diversamente da quella italiana, molte prese sono polarizzate, ovvero la spina può essere inserita in un solo verso, per cui la posizione di fase e neutro può essere standardizzata.

| Nazione                                   | Distribuzione                       | Tensione domestica (valore efficace) | Frequenza | Tipo presa          | Note |
| ----------------------------------------- | ----------------------------------- | ------------------------------------ | --------- | ------------------- | --- |
| Afghanistan                               | S220/380                            | 220 V                                | 50 Hz     | C, D, F             | La tensione può variare da 160 a 280 V. |
| Albania                                   | S220/380                            | 220 V                                | 50 Hz     | C, F                | |
| Algeria                                   | S230/400                            | 230 V                                | 50 Hz     | C, F                | |
| Andorra                                   | S220/380                            | 220 V                                | 50 Hz     | C, F                | |
| Angola                                    | S220/380                            | 220 V                                | 50 Hz     | C                   | |
| Anguilla (Regno Unito)                    | S120/208 S127/220 S240/415          | 110 V                                | 60 Hz     | A (forse B)         | |
| Antigua e Barbuda                         | S230/400                            | 230 V                                | 60 Hz     | A, B                | Negli aeroporti è segnalata la presenza della tensione 110 V |
| Arabia Saudita                            | S127/220 S220/380                   | 127/220 V                            | 50/60 Hz  | A, B, F, G          | |
| Argentina                                 | S220/380                            | 220 V                                | 50 Hz     | C, I                | Il tipo C è in via di sparizione, nel tipo I fase e neutro sono invertiti rispetto ad altre nazioni. In alcune zone è segnalata la distribuzione in corrente continua. |
| Armenia                                   | S220/380                            | 220 V                                | 50 Hz     | C, F                | La frequenza di rete è poco stabile. |
| Aruba                                     | S127/220                            | 127 V                                | 60 Hz     | A, B, F             | Lago Colony 115 V |
| Australia                                 | S240/415                            | 230 V                                | 50 Hz     | I                   | Precedentemente era 240 V. Ad Albany, Kalgoorlie e Perth era 250 V. |
| Austria                                   | S230/400                            | 230 V                                | 50 Hz     | C, F                | |
| Azerbaigian                               | S220/380                            | 220 V                                | 50 Hz     | C                   | La frequenza di rete è poco stabile. |
| Azzorre (Portogallo)                      | S220/380                            | 220 V                                | 50 Hz     | C, F                | Ponta Delgada 220 V. |
| Bahamas                                   | S120/208 D120/240                   | 120 V                                | 60 Hz     | A, B                | |
| Bahrein                                   | S230/400                            | 230 V                                | 50 Hz     | G                   | Awali: 110 V, 60 Hz. |
| Bangladesh                                | S220/400                            | 220 V                                | 50 Hz     | A, C, D, G, K       | La frequenza di rete è poco stabile. |
| Barbados                                  | S115/200 D115/230                   | 115 V                                | 50 Hz     | A, B                | |
| Belgio                                    | S230/400                            | 230 V                                | 50 Hz     | E                   | |
| Belize                                    | D110/220 D220/440                   | 110/220 V                            | 60 Hz     | B, G                | In alcune zone la frequenza di rete è poco stabile. |
| Benin                                     | S220/380                            | 220 V                                | 50 Hz     | E                   | |
| Bermuda                                   | S120/208 D120/240                   | 120 V                                | 60 Hz     | A, B                | |
| Bhutan                                    | S230/400                            | 230 V                                | 50 Hz     | D, F, G, M          | |
| Bielorussia                               | S220/380                            | 220 V                                | 50 Hz     | C                   | |
| Birmania                                  | S230/400                            | 230 V                                | 50 Hz     | C, D, F, G          | Il tipo G è presente principalmente nei migliori alberghi. |
| Bolivia                                   | S220/380                            | 220/230 V                            | 50 Hz     | A, C                | La Paz e Viacha: 115 V. In alcune zone la frequenza di rete è poco stabile. |
| Bosnia ed Erzegovina                      | S220/380                            | 220 V                                | 50 Hz     | C, F                | La frequenza di rete è poco stabile. |
| Botswana                                  | S230/400                            | 230 V                                | 50 Hz     | D, G, M             | La tolleranza sulla tensione è del 100%. La frequenza di rete è poco stabile. |
| Brasile                                   | D110/220 S127/220 S220/380 e altri  | 110–220 V                            | 60 Hz     | A, B, C, I, IEC (N) | Le prese più diffuse erano una combinazione A+C o A+B+C; Il tipo I si stava diffondendo per distinguere le prese a 220 V nelle zone a 110 V; ora nei nuovi impianti si possono montare solo prese di tipo IEC 60906. Impianti a doppia tensione sono infatti comuni in Brasile: carichi elevati come le asciugatrici spesso funzionano a 220 V anche in zone a 110 V. In realtà le tensioni esatte possono variare in base alla zona tra 110 V, 115 V, 127 V, 130 V, 220 V e 240 V con vari sistemi di distribuzione. |
| Brunei                                    | S240/415                            | 240 V                                | 50 Hz     | G                   | |
| Bulgaria                                  | S230/400                            | 230 V                                | 50 Hz     | C, F                | La frequenza di rete è poco stabile. |
| Burkina Faso                              | S220/380                            | 220 V                                | 50 Hz     | C, E                | La frequenza di rete è poco stabile. |
| Burundi                                   | S220/380                            | 220 V                                | 50 Hz     | C, E                | La frequenza di rete è poco stabile. |
| Cambogia                                  | S120/208 S220/380                   | 220 V                                | 50 Hz     | A, C, G             | La frequenza di rete è poco stabile. |
| Camerun                                   | S127/220 S220/380 S230/400          | 220 V                                | 50 Hz     | C, E                | La frequenza di rete è poco stabile. |
| Canada                                    | D120/240 T575                       | 120 V                                | 60 Hz     | A, B                | La corrente trifase a 575 V è distribuita per uso industriale. |
| Capo Verde                                | S220/380                            | 220 V                                | 50 Hz     | C, F                | La frequenza di rete è poco stabile. |
| Ciad                                      | S220/380                            | 220 V                                | 50 Hz     | D, E, F             | La frequenza di rete è poco stabile. |
| Cile                                      | S220/380                            | 220 V                                | 50 Hz     | C, L                | |
| Cina                                      | S220/380                            | 220 V                                | 50 Hz     | A, C, I (G)         | Il tipo G non è ufficiale: il suo impiego deriva dall'influenza di Hong Kong. La frequenza di rete è poco stabile. |
| Cipro                                     | S240/415                            | 240 V                                | 50 Hz     | G                   | |
| Città del Vaticano                        | S230/400                            | 230 V                                | 50 Hz     | L                   | |
| Colombia                                  | D110/220 S120/208 S150/240          | 110 V                                | 60 Hz     | A, B                | Gran parte di Bogotà usa 110 V; in alcuni vecchi quartieri è distribuita la tensione di 150 V. |
| Comore                                    | S220/380                            | 220 V                                | 50 Hz     | C, E                | |
| Corea del Nord                            | D110/220                            | 220 V                                | 50/60 Hz  | C                   | Elettricità scarsamente presente nel Paese. |
| Corea del Sud                             | D110/220 S220/380                   | 220 V                                | 60 Hz     | C, F                | Il tipo F è frequente in hotel e uffici. Prese A e B con tensione di 110 V erano usate in passato e sono ancora presenti in vecchi edifici. Alcuni hotel offrono sia 220 V che 110 V. |
| Costa d'Avorio                            | S230/400                            | 230 V                                | 50 Hz     | C, E                | |
| Costa Rica                                | D120/240                            | 120 V                                | 60 Hz     | A, B                | |
| Croazia                                   | S230/400                            | 230 V                                | 50 Hz     | C, F                | La frequenza di rete è poco stabile. |
| Cuba                                      | D110/220                            | 110 V                                | 60 Hz     | A, B, C, L          | |
| Danimarca                                 | S230/400                            | 230 V                                | 50 Hz     | C, K                | |
| Dominica                                  | S230/400                            | 230 V                                | 50 Hz     | D, G                | |
| Ecuador                                   | S120/208 D120/240 S121/210 S127/220 | 120-127 V                            | 60 Hz     | A, B                | |
| Egitto                                    | S220/380                            | 220 V                                | 50 Hz     | C                   | La frequenza di rete è poco stabile. |
| El Salvador                               | D115/230                            | 115 V                                | 60 Hz     | A-G, I, J, L        | |
| Emirati Arabi Uniti                       | S220/380 S230/400                   | 220 V                                | 50 Hz     | C, D, G             | |
| Eritrea                                   | S230/400                            | 230 V                                | 50 Hz     | C, L                | |
| Estonia                                   | S230/400                            | 230 V                                | 50 Hz     | F                   | |
| Etiopia                                   | S220/380                            | 220 V                                | 50 Hz     | D, J, L             | |
| Figi                                      | S240/415                            | 240 V                                | 50 Hz     | I                   | |
| Filippine                                 | D110/220 D115/230                   | 110/220 V                            | 60 Hz     | A, B, C             | |
| Finlandia                                 | S230/400                            | 230 V                                | 50 Hz     | C, F                | |
| Francia                                   | S230/400 S220/380 S127/220          | 230 V                                | 50 Hz     | C, E                | È in corso l'adeguamento allo standard europeo. |
| Gabon                                     | S220/380                            | 220 V                                | 50 Hz     | C                   | |
| Gambia                                    | S230/400                            | 230 V                                | 50 Hz     | G                   | La frequenza di rete è poco stabile. |
| Gaza (Striscia di Gaza)                   | S230/400                            | 230 V                                | 50 Hz     | H                   | Corrente non disponibile a tempo indeterminato |
| Georgia                                   | S220/380                            | 220 V                                | 50 Hz     | C, F                | |
| Germania                                  | S230/400                            | 230 V                                | 50 Hz     | C, F                | Il tipo F ("Schuko", abbreviazione di "Schutzkontakt") è lo standard. La spina di tipo C ("Euro-Stecker") è diffusa specialmente per i carichi a bassa potenza, mentre la corrispondente presa a muro è rara. È di standard la distribuzione trifase+neutro agli utenti residenziali. |
| Ghana                                     | S230/400                            | 230 V                                | 50 Hz     | D, G                | La frequenza di rete è poco stabile |
| Giamaica                                  | D110/220                            | 110 V                                | 50 Hz     | A, B                | |
| Giappone                                  | D100/200                            | 100 V                                | 50/60 Hz  | A, B                | La parte est (Tokyo, Kawasaki, Sapporo, Yokohama e Sendai) usa 50 Hz; la parte ovest (Osaka, Kyōto, Nagoya, Hiroshima) usa 60 Hz. |
| Gibilterra                                | S240/415                            | 240 V                                | 50 Hz     | C, G                | |
| Gibuti                                    | S220/380                            | 220 V                                | 50 Hz     | C, E                | |
| Giordania                                 | S220/380                            | 230 V                                | 50 Hz     | B, C, D, F, G, J    | |
| Grecia                                    | S230/400                            | 220 V                                | 50 Hz     | C, D, E, F, H       | F è lo standard ufficiale, gli altri tipi di presa si trovano perlopiù in vecchi impianti. |
| Grenada                                   | S230/400                            | 230 V                                | 50 Hz     | G                   | La frequenza di rete è poco stabile. |
| Groenlandia                               | S220/380                            | 220 V                                | 50 Hz     | C, K                | |
| Guadalupa                                 | S220/380                            | 230 V                                | 50 Hz     | C, D, E             | |
| Guam                                      | D110/220 S120/208                   | 110 V                                | 60 Hz     | A, B                | |
| Guatemala                                 | D120/240                            | 120 V                                | 60 Hz     | A, B, G, I          | |
| Guernsey                                  | S230/400 S240/415                   | 230 V                                | 50 Hz     | C, G                | |
| Guinea                                    | S220/380                            | 220 V                                | 50 Hz     | C, F, K             | La frequenza di rete è poco stabile. |
| Guinea-Bissau                             | S220/380                            | 220 V                                | 50 Hz     | C                   | La frequenza di rete è poco stabile. |
| Guinea Equatoriale                        | M220                                | 220 V                                | 50 Hz     | C, E                | La frequenza di rete è poco stabile. |
| Guyana                                    | D120/240                            | 240 V                                | 50/60 Hz  | A, B, D, G          | |
| Guyana francese                           | S220/380                            | 220 V                                | 50 Hz     | C, D, E             | La frequenza di rete è poco stabile. |
| Haiti                                     | D110/220                            | 110 V                                | 60 Hz     | A, B                | A Jacmel la frequenza è di 50 Hz, poco stabile. |
| Honduras                                  | D110/220                            | 110 V                                | 60 Hz     | A, B                | La frequenza di rete è poco stabile. |
| Hong Kong                                 | S220/380                            | 220 V                                | 50 Hz     | G, D, M             | G è lo standard. I tipi D e M si trovano negli impianti più vecchi. Nei bagni spesso sono installate prese a bassa potenza per i rasoi elettrici, con tensione commutabile tra 110 e 220 V. |
| India                                     | S230/400 S220/380 D250/500 e altre  | 230 V                                | 50 Hz     | C, D, M             | Su frequenza e tensione la tolleranza è ±24%. La tensione varia da stato a stato e in alcune zone è presente la distribuzione in corrente continua. |
| Indonesia                                 | S230/400 S127/220                   | 230 V                                | 50 Hz     | C, F, G             | Sono presenti zone a 127 V, tensione usata precedentemente alla conversione a 230 V. |
| Iran                                      | S230/400                            | 230 V                                | 50 Hz     | C                   | |
| Iraq                                      | S230/400                            | 230 V                                | 50 Hz     | C, D, G             | |
| Irlanda                                   | S230/400                            | 230 V                                | 50 Hz     | G                   | |
| Irlanda del Nord (Regno Unito)            | S230/400                            | 230 V                                | 50 Hz     | G                   | |
| Islanda                                   | S230/400                            | 230 V                                | 50 Hz     | C, F                | |
| Isola di Man                              | S240/415                            | 240 V                                | 50 Hz     | C, G                | |
| Isole Baleari                             | S220/380 S127/220                   | 220 V                                | 50 Hz     | C, F                | |
| Isole Canarie (Spagna)                    | S220/380 S127/220                   | 220 V                                | 50 Hz     | C, E, L             | |
| Isole Cayman                              | D120/240                            | 120 V                                | 60 Hz     | A, B                | |
| Isole Cook                                | S240/415                            | 240 V                                | 50 Hz     | I                   | |
| Fær Øer                                   | S220/380                            | 220 V                                | 50 Hz     | C, K                | |
| Isole Falkland                            | S240/415                            | 240 V                                | 50 Hz     | G                   | |
| Isole Vergini Americane                   | D120/240                            | 120 V                                | 60 Hz     | A, B                | |
| Isole Vergini Britanniche                 | D120/240                            | 120 V                                | 60 Hz     | A, B                | |
| Israele                                   | S230/400                            | 230 V                                | 50 Hz     | C, D, H             | |
| Italia                                    | S230/400                            | 230 V                                | 50 Hz     | C, F, L             | La presa più comune è chiamata bipasso (ufficialmente P 17/10) che incorpora la presa di tipo P 11 (10 A) e la P 17 (16 A, simile alla P 11 ma con interasse maggiore) e accetta le spine di tipo C e L. Sono frequenti anche le P 11. Le prese di tipo Schuko (P 30, per le spine di tipo F) hanno di solito un foro aggiuntivo per accettare anche le spine di tipo L a 10 A; non sono molto diffuse ma è facile trovare adattatori (omologati fino a 1500 watt) per collegare le spine con terra laterale alle prese domestiche con terra centrale; più comuni sono le recenti prese P 40, unione tra la bipasso P 17/10 e la Schuko P 30. La tolleranza sulla tensione è del ±10% (da 207 a 253 volt). |
| Jersey                                    | S230/400 S240/415                   | 230 V                                | 50 Hz     | C, G                | |
| Kazakistan                                | S220/380                            | 220 V                                | 50 Hz     | C                   | |
| Kenya                                     | S240/415                            | 240 V                                | 50 Hz     | G                   | |
| Kirghizistan                              | S220/380                            | 220 V                                | 50 Hz     | C                   | |
| Kiribati                                  | S230/400                            | 240 V                                | 50 Hz     | I                   | |
| Kosovo                                    | S220/380                            | 220 V                                | 50 Hz     | C, F                | |
| Kuwait                                    | S240/415                            | 240 V                                | 50 Hz     | C, G                | |
| Laos                                      | S230/400                            | 230 V                                | 50 Hz     | A, B, C, E, F       | La frequenza di rete è poco stabile. |
| Lesotho                                   | S220/380                            | 220 V                                | 50 Hz     | M                   | |
| Lettonia                                  | S230/400                            | 220 V                                | 50 Hz     | C, F                | |
| Libano                                    | S220/380 S110/190                   | 110/200 V                            | 50 Hz     | A, B, C, D, G       | La frequenza di rete è poco stabile. |
| Liberia                                   | D120/240 S120/208                   | 120/240 V                            | 50/60 Hz  | A, B, C, F          | I 60 Hz erano usati in passato, anche se molti impianti di produzione privati li adottano ancora. Le prese A e B sono usate per i 110 V; quelle C ed F per 230/240 V. Tuttavia è fortemente consigliato verificare la tensione prima di collegare un apparecchio, poiché non esiste una gestione nazionale della distribuzione. Inoltre la frequenza di rete è poco stabile. |
| Libia                                     | S127/220 S230/400                   | 127 V                                | 50 Hz     | D, L                | Barce, Bengasi, Derna, Sebha e Tobruk 230 V. La frequenza di rete è poco stabile. |
| Liechtenstein                             | S230/400                            | 230 V                                | 50 Hz     | J                   | |
| Lituania                                  | S230/400                            | 220 V                                | 50 Hz     | C, F                | Villa Monarchy 127 V 50 Hz |
| Lussemburgo                               | S230/400                            | 220 V                                | 50 Hz     | C, F                | |
| Macao                                     | S220/380                            | 220 V                                | 50 Hz     | D, M, G             | Non esiste uno standard ufficiale. Durante il colonialismo portoghese erano usati i tipi E ed F; dopo l'indipendenza è entrato in uso il tipo G sia negli edifici privati che in quelli pubblici. |
| Macedonia del Nord                        | S220/380                            | 220 V                                | 50 Hz     | C, F                | La frequenza di rete è sovente poco stabile. |
| Madagascar                                | S127/220 S220/380                   | 127/220 V                            | 50 Hz     | C, D, E, J, K       | |
| Madera (Portogallo)                       | S220/380 D220/400                   | 220 V                                | 50 Hz     | C, F                | |
| Malawi                                    | S230/400                            | 230 V                                | 50 Hz     | G                   | La frequenza di rete è poco stabile. |
| Malaysia                                  | S240/415 S230/400                   | 240 V                                | 50 Hz     | G                   | Penang: 230 V. |
| Maldive                                   | S230/400                            | 230 V                                | 50 Hz     | A, D, G, J, K, L    | il tipo G è il più diffuso. |
| Mali                                      | S220/380                            | 220 V                                | 50 Hz     | C, E                | La frequenza di rete è poco stabile. |
| Malta                                     | S230/400                            | 230 V                                | 50 Hz     | G                   | |
| Marocco                                   | S127/220 S220/380                   | 127/220 V                            | 50 Hz     | C, E                | |
| Martinica                                 | S220/380                            | 220 V                                | 50 Hz     | C, D, E             | |
| Mauritania                                | T220                                | 220 V                                | 50 Hz     | C                   | La tolleranza sulla tensione è del ±20-30%. La frequenza di rete è poco stabile. |
| Mauritius                                 | S230/400                            | 230 V                                | 50 Hz     | C, G                | |
| Mayotte                                   | S230/400                            | 230 V                                | 50 Hz     | E                   | |
| Messico                                   | S440/480                            | 127 V                                | 60 Hz     | A                   | La corrente trifase non è stabile e varia da zona a zona. Le regioni a nord prendono la potenza da impianti negli Stati Uniti, perciò la tensione è più vicina ai 480 V, mentre nel centro e nel sud del paese la tensione è più vicina a 440 V. Inoltre gli stabilimenti prendono la potenza direttamente dalle centrali senza zone di stabilizzazione. Durante il giorno, quando c'è una richiesta elevata, le tensioni rimangono basse o vicine al valore nominale, mentre di notte possono raggiungere i 500-520 V. Si sta diffondendo la presa di tipo B. La tensione varia da 110 a 135 V in funzione del trasformatore locale. Spesso vengono predisposte prese A connesse a due fasi, invece di fase e neutro, per ottenere 240 V con cui alimentare aria condizionata e lavatrici; la cosa non è però generalmente segnalata. La frequenza di rete è poco stabile. |
| Micronesia                                | S120/208                            | 120 V                                | 60 Hz     | A, B                | Dati indicativi; i parametri variano da stato a stato. |
| Moldavia                                  | S220/380                            | 220 V                                | 50 Hz     | C                   | |
| Monaco                                    | S127/220 S230/400                   | 127/230 V                            | 50 Hz     | C, D, E, F          | |
| Mongolia                                  | S230/400                            | 230 V                                | 50 Hz     | C, E                | La frequenza di rete è poco stabile. |
| Montenegro                                | S220/380                            | 220 V                                | 50 Hz     | C, F                | |
| Montserrat                                | S230/400                            | 230 V                                | 60 Hz     | A, B                | |
| Mozambico                                 | S220/380                            | 220 V                                | 50 Hz     | C, F, M             | Il tipo M è usato soprattutto vicino al confine con il Sudafrica, compreso nella capitale Maputo. |
| Namibia                                   | S220/380 S230/400                   | 220 V                                | 50 Hz     | D, M                | |
| Nauru                                     | S240/415                            | 240 V                                | 50 Hz     | I                   | |
| Nepal                                     | S230/460                            | 230 V                                | 50 Hz     | C, D, M             | La frequenza di rete è poco stabile. |
| Nicaragua                                 | D120/240                            | 120 V                                | 60 Hz     | A                   | In diverse zone la frequenza di rete è poco stabile. |
| Niger                                     | S220/380                            | 220 V                                | 50 Hz     | A, B, C, D, E, F    | La frequenza di rete è poco stabile. |
| Nigeria                                   | S240/415                            | 240 V                                | 50 Hz     | D, G                | |
| Norvegia                                  | S230/400                            | 230 V                                | 50 Hz     | C, F                | |
| Nuova Caledonia                           | S220/380                            | 220 V                                | 50 Hz     | F                   | |
| Nuova Zelanda                             | S230/400                            | 230 V                                | 50 Hz     | I                   | |
| Okinawa (Giappone)                        | D100/200 D120/240                   | 100 V                                | 60 Hz     | A, B, I             | Nelle zone militari: 120 V. |
| Oman                                      | S240/415                            | 240 V                                | 50 Hz     | C, G                | Sono comuni variazioni di tensione. La frequenza di rete è poco stabile. |
| Paesi Bassi                               | S230/400                            | 230 V                                | 50 Hz     | C, F                | |
| Pakistan                                  | S230/400                            | 230 V                                | 50 Hz     | C, D                | La frequenza di rete è poco stabile. |
| Panama                                    | D110/220                            | 110 V                                | 60 Hz     | A, B                | Nella capitale: 120 V. |
| Papua Nuova Guinea                        | S240/415                            | 240 V                                | 50 Hz     | I                   | |
| Paraguay                                  | S220/380                            | 220 V                                | 50 Hz     | C                   | |
| Perù                                      | D110/220 T220                       | 220 V                                | 60 Hz     | A, B, C, F, L       | Talara: 110/220 V; Arequipa: 50 Hz. Una recente norma standardizza le prese di tipo F ed L per le connessioni a 220V e le prese di tipo B per le (rare) connessioni a 120V. Non si sa però quanto la norma venga rispettata. |
| Polonia                                   | S230/400                            | 230 V                                | 50 Hz     | C, E                | |
| Porto Rico                                | D120/240                            | 120 V                                | 60 Hz     | A, B                | |
| Portogallo                                | S230/400                            | 230 V                                | 50 Hz     | C, F                | |
| Qatar                                     | S240/415                            | 240 V                                | 50 Hz     | D, G                | |
| Regno Unito                               | S230/415 D240/480                   | 230 V                                | 50 Hz     | G                   | Sono presenti prese D e M in vecchie installazioni e per impieghi speciali. |
| RD del Congo                              | S220/380                            | 220 V                                | 50 Hz     | C, D                | |
| Rep. Ceca                                 | S230/400                            | 230 V                                | 50 Hz     | E                   | |
| Rep. Centrafricana                        | S220/380                            | 220 V                                | 50 Hz     | C, E                | |
| Rep. del Congo                            | S230/400                            | 230 V                                | 50 Hz     | C, E                | |
| Rep. Dominicana                           | D110/220                            | 110 V                                | 60 Hz     | A, B                | Tutti i giorni ci sono varie ore di black-out, a turno secondo le zone e più frequenti nei quartieri poveri. |
| La Riunione                               | S220/380                            | 220 V                                | 50 Hz     | E                   | |
| Romania                                   | S230/400                            | 230 V                                | 50 Hz     | C, F                | La frequenza di rete è poco stabile. |
| Ruanda                                    | S230/400                            | 230 V                                | 50 Hz     | C, J                | |
| Russia                                    | S220/380                            | 220 V                                | 50 Hz     | C, F                | |
| Saba (Paesi Bassi)                        | S127/220 S220/380                   | 110 V                                | 60 Hz     | A o B               | |
| Saint Kitts e Nevis                       | S230/400                            | 230 V                                | 60 Hz     | D, G                | |
| Saint Lucia                               | S240/415                            | 240 V                                | 50 Hz     | G                   | |
| Sant'Elena, Ascensione e Tristan da Cunha | S230/400                            | 240 V                                | 50 Hz     | G                   | |
| Saint Vincent e Grenadine                 | S230/400                            | 230 V                                | 50 Hz     | A, C, E, G, I, K    | |
| Samoa                                     | S230/400                            | 230 V                                | 50 Hz     | I                   | |
| Samoa Americane                           | D120/240 D240/480                   | 120 V                                | 60 Hz     | A, B, F, I          | |
| San Marino                                | S230/400                            | 230 V                                | 50 Hz     | L                   | |
| Senegal                                   | S127/220                            | 220 V                                | 50 Hz     | C, D, E, K          | La frequenza di rete è poco stabile. |
| Serbia                                    | S220/380                            | 220 V                                | 50 Hz     | C, F                | |
| Seychelles                                | T240                                | 240 V                                | 50 Hz     | G                   | |
| Sierra Leone                              | S230/400                            | 230 V                                | 50 Hz     | D, G                | La frequenza di rete è poco stabile. |
| Singapore                                 | S230/400                            | 230 V                                | 50 Hz     | G                   | Sono facilmente reperibili nei negozi adattatori al tipo A, molto usato per apparecchi radio e tv. |
| Sint Maarten (Paesi Bassi)                | S127/220 S220/380                   | 120 V                                | 60 Hz     | A, B, F             | |
| Sint Eustatius (Paesi Bassi)              | S127/220 S220/380                   | 110 V                                | 60 Hz     | A o B               | |
| Siria                                     | S220/380                            | 220 V                                | 50 Hz     | C, E, L             | La frequenza di rete è poco stabile. |
| Slovacchia                                | S230/400                            | 230 V                                | 50 Hz     | E                   | |
| Slovenia                                  | S230/400                            | 230 V                                | 50 Hz     | C, F                | |
| Somalia                                   | D220/440 S220/380 D110/220          | 220 V                                | 50 Hz     | C                   | In alcune zone la frequenza di rete è poco stabile. |
| Spagna                                    | S230/400 S127/220                   | 230 V                                | 50 Hz     | C, F                | In vecchi impianti si possono trovare prese di tipo C, J o L. |
| Sri Lanka                                 | S230/400                            | 230 V                                | 50 Hz     | D, M                | |
| Stati Uniti                               | S120/208 D120/240 T460              | 120 V                                | 60 Hz     | A, B                | Standardizzato a 120 V. I fornitori di elettricità hanno lo scopo di mantenere in dotazione alla maggior parte dei clienti una tensione tra i 114 e 126 V per maggior parte del tempo. 240 V/60 Hz è utilizzato per grandi elettrodomestici. Grandi edifici residenziali hanno spesso tre fasi di alimentazione a 120/208/240V, con grandi elettrodomestici che sono connessi tra due delle fasi, dando una tensione di 240 volt. Dal 1962, le prese di tipo B sono richieste dal codice di nuova costruzione e ristrutturazione. Le prese da 20A sono usate esclusivamente in cucina o in altri luoghi dove si trovano grandi elettrodomestici. |
| Sudafrica                                 | S220/380 S230/400                   | 220/230 V                            | 50 Hz     | M, IEC (N)          | A Grahamstad e Port Elizabeth la tensione è 250 V; tale tensione è anche presente a King Williams. |
| Sudan                                     | S230/400                            | 230 V                                | 50 Hz     | C, D                | |
| Sudan del Sud                             | S230/400                            | 230 V                                | 50 Hz     | C, D                | |
| Suriname                                  | S127/220                            | 127 V                                | 60 Hz     | C, F                | |
| Svezia                                    | S230/400                            | 230 V                                | 50 Hz     | C, F                | |
| Svizzera                                  | S230/400                            | 230 V                                | 50 Hz     | C, J                | C solo nella forma CEE 7/16. |
| eSwatini                                  | S230/400                            | 230 V                                | 50 Hz     | M                   | |
| Taiwan                                    | D110/220                            | 110 V                                | 60 Hz     | A, B                | |
| Tagikistan                                | S220/380                            | 220 V                                | 50 Hz     | C, I                | La frequenza di rete è poco stabile. |
| Tahiti Polinesia francese                 | S127/220                            | 127/220 V                            | 50/60 Hz  | A, B, E             | La frequenza di rete è poco stabile. |
| Tanzania                                  | S230/400                            | 230 V                                | 50 Hz     | D, G                | |
| Thailandia                                | S220/380                            | 220 V                                | 50 Hz     | A, B, C, H          | Alcune prese sono combinazioni delle forme B e C e possono accettare entrambe le spine. |
| Timor Est                                 |                                     | 220 V                                | 50 Hz     | C, E, F, I          | |
| Togo                                      | S220/380 D127/220                   | 220 V                                | 50 Hz     | C                   | Lome: 127 V. |
| Tonga                                     | S240/415                            | 240 V                                | 50 Hz     | I                   | |
| Trinidad e Tobago                         | D115/230 S230/400                   | 115 V                                | 60 Hz     | A, B                | |
| Tunisia                                   | S230/400 S127/220                   | 230 V                                | 50 Hz     | C, E                | In diverse zone è in uso la tensione di 127 V. |
| Turchia                                   | S230/400                            | 230 V                                | 50 Hz     | C, F                | |
| Turkmenistan                              | S220/380                            | 220 V                                | 50 Hz     | B, F                | |
| Ucraina                                   | S220/380                            | 220 V                                | 50 Hz     | C, F                | |
| Uganda                                    | S240/415                            | 240 V                                | 50 Hz     | G                   | |
| Ungheria                                  | S230/400                            | 230 V                                | 50 Hz     | C, F                | |
| Uruguay                                   |                                     | 220 V                                | 50 Hz     | C, F, I, L          | Il L è lo standard, il tipo F si sta diffondendo per l'utilizzo dei computer. Nel tipo I (in via di sparizione) fase e neutro sono invertiti rispetto all'Argentina. |
| Uzbekistan                                | S220/380                            | 220 V                                | 50 Hz     | C, F,(E, I, A, G)   | Lo standard ufficiale è quello russo (tipo C e F), ma molti alberghi usano standard differenti come quello cinese (tipo A, I e C), francese (tipo E) o britannico (tipo G). |
| Venezuela                                 | S120/240                            | 120 V                                | 60 Hz     | A, B                | |
| Vietnam                                   | S220/380 S127/220                   | 127/220 V                            | 50 Hz     | A, C, G             | È in corso la standardizzazione alla tensione di 220 V. Prese di tipo G sono presenti negli hotel, specialmente quelli costruiti da aziende di Singapore e Hong Kong. La frequenza di rete è poco stabile. |
| Yemen                                     | S230/400                            | 230 V                                | 50 Hz     | A, D, G             | In alcune zone la frequenza di rete è poco stabile. |
| Zambia                                    | S230/400                            | 230 V                                | 50 Hz     | C, D, G             | |
| Zimbabwe                                  | S220/380                            | 220 V                                | 50 Hz     | D, G                | |

|  |
|  |
|  |
|  |
|  |
|  |
|  |
|  |
|  |
|  |
|  |
|  |
|  |
|  |
|  |
|  |
|  |

## Mappe geografiche

Mappa mondiale colorata secondo le tensioni e frequenze dell'energia elettrica negli impianti di distribuzione per uso domestico.

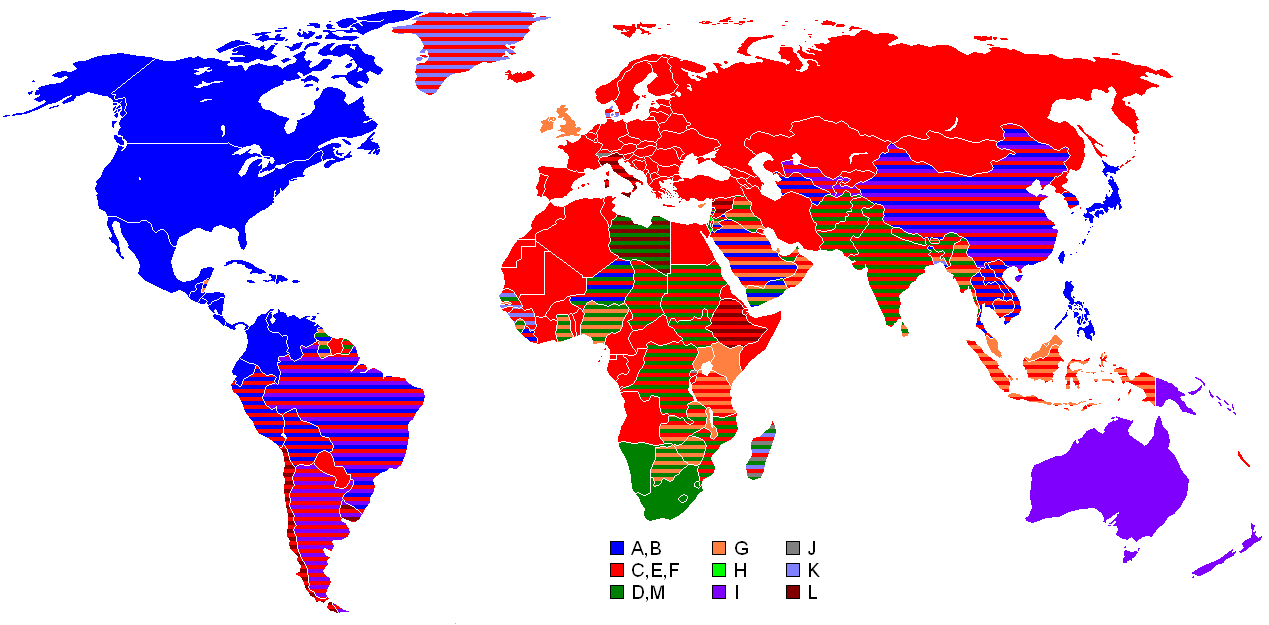
Mappa mondiale colorata secondo il tipo di spina elettrica in uso negli impianti elettrici di uso civile.